# چاه دشت محمدخان ۱۳
چاه دشت محمدخان ۱۳ یک منطقهٔ مسکونی در ایران است که در دهستان صحرا واقع شده است.